# Bisbat de Kyōto
El bisbat de Kyoto (japonès: カトリック京都教区, llatí: Dioecesis Kyotensis) és una seu de l'Església Catòlica al Japó, sufragània de l'arquebisbat d'Osaka. Al 2013 tenia 18.096 batejats sobre una població de 7.177.069 habitants. Actualment està regida pel bisbe Paul Yoshinao Otsuka.

## Territori
La diòcesi comprèn les prefectures de Kyōto, Mie, Nara iShiga, a la regió de Kansai, a l'illa d'Honshu.
La seu episcopal és la ciutat de Kyōto, on es troba la catedral de Sant Francesc Xavier.
El territori s'estén sobre 18.095 km², i està dividit en 56 parròquies.

## Història
La prefectura apostòlica de Kyōto va ser erigida el 17 de juny de 1937 mitjançant la butlla Quidquid ad spirituale del Papa Pius XI, prenent el territori a la diòcesi d'Osaka (avui arxidiòcesi).
El 12 de juliol de 1951 la prefectura apostòlica va ser elevada a diòcesi per acció de la butlla Inter supremi del Papa Pius XII.

## Cronologia episcopal
- Patrick Joseph Byrne, M.M. † (19 de març de 1937 - 10 d'octubre de 1940 renuncià)
- Paul Yoshiyuki Furuya † (13 de desembre de 1945 - 8 de juliol de 1976 renuncià)
- Raymond Ken'ichi Tanaka (8 de juliol de 1976 - 3 de març de 1997 renuncià)
- Paul Yoshinao Otsuka, des del 3 de març de 1997

## Estadístiques
A finals del 2013, la diòcesi tenia 18.096 batejats sobre una població de 7.177.069 persones, equivalent al 0,3% del total.
| any  | població | població  | població | sacerdots | sacerdots       | sacerdots       | sacerdots             | diaques | religiosos | religiosos | parròquies |
| ---- | -------- | --------- | -------- | --------- | --------------- | --------------- | --------------------- | ------- | ---------- | ---------- | ---------- |
| any  | batejats | total     | %        | total     | clergat secular | clergat regular | batejats por sacerdot | diaques | homes      | dones      |            |
| 1949 | 3.017    | 5.040.000 | 0,1      | 29        | 24              | 5               | 104                   |         | 6          | 39         | 9          |
| 1970 | 18.819   | 5.447.000 | 0,3      | 106       | 20              | 86              | 177                   |         | 105        | 309        | 51         |
| 1980 | 19.690   | 6.450.275 | 0,3      | 86        | 18              | 68              | 228                   |         | 80         | 272        | 60         |
| 1990 | 20.609   | 6.984.017 | 0,3      | 77        | 14              | 63              | 267                   |         | 71         | 290        | 60         |
| 1999 | 19.972   | 7.255.585 | 0,3      | 78        | 20              | 58              | 256                   |         | 66         | 253        | 59         |
| 2000 | 19.703   | 7.291.929 | 0,3      | 78        | 18              | 60              | 252                   |         | 67         | 263        | 58         |
| 2001 | 19.793   | 7.288.548 | 0,3      | 75        | 17              | 58              | 263                   |         | 67         | 258        | 57         |
| 2002 | 19.027   | 7.289.567 | 0,3      | 74        | 17              | 57              | 257                   |         | 66         | 251        | 57         |
| 2003 | 18.981   | 7.309.646 | 0,3      | 69        | 17              | 52              | 275                   |         | 59         | 256        | 57         |
| 2004 | 19.198   | 7.314.195 | 0,3      | 73        | 17              | 56              | 262                   |         | 64         | 250        | 57         |
| 2013 | 18.096   | 7.177.069 | 0,3      | 72        | 16              | 56              | 251                   |         | 72         | 182        | 56         |